# 许琳
许琳（1954年9月—），女，山西长治人，中國教育部对外汉语教学发展中心（国家汉办）主任、孔子学院总部总干事。

## 生平
2005年1月4日，许琳被任命为国家汉办主任（正司级）。2005年7月许琳在第八届国际汉语教学研讨会上对世界汉语教学学会的工作提出了批评意见和建议。2008年4月22日在纽约获颁“青云奖”。2009年11月受聘为国务院参事。
2014年7月，出席在葡萄牙召開的歐洲漢學學會（European Association for Chinese Studies，EACS）第20屆雙年會時，身為中國國家漢語國際推廣領導小組辦公室主任、孔子學院總部總幹事的許琳，在開幕典禮上當場要求將所有大會手冊上有關蔣經國基金會的介紹整頁撕去，引發與會國際學者不滿。

## 荣誉

### 外国勋章奖章
- 匈牙利骑士十字勋章（匈牙利，2016年11月30日颁发[2]）